# Antonín Frinta
Antonín Frinta (14. června 1884 Nové Město nad Metují – 21. února 1975 Praha) byl český lingvista, slavista, bulharista a sorabista.

## Život
Na Filozofické fakultě Univerzity Karlovy v Praze studoval slovanskou a románskou filologii. Jeho učiteli byl Jan Gebauer, Jiří Polívka, František Pastrnek a Josef Zubatý. V letech 1904–5 studoval v Paříži. V roce 1907 získal na Karlově univerzitě titul PhDr. Habilitace v roce 1916 mu nebyla potvrzena z politických důvodů, od 1918 docent pražské filozofické fakulty pro srovnávací slovanský jazykozpyt se zvláštním zřetelem ke stránce fonetické. Souběžně s tím působil jako vyučující středních škol a od roku 1919 jako učitel ortoepie na nově založeném dramatickém oddělení  Státní konzervatoře v Praze (1909–1941).
Roku 1945 se stal řádným profesorem bulharského jazyka a literatury a lužickosrbské literatury na Filozofické fakultě Univerzity Karlovy. Mimo jiné byl člen řady vědeckých institucí a redaktor odborných periodik. Vědecky se věnoval slovanskému hláskosloví, problematice pravopisu slovanských národů, ortoepii a transkripci cyrilského písma latinkou. Dále v rámci slovanské lexikologie zkoumal náboženskou terminologii. Spolupracoval na praktických učebnicích slovanských jazyků. Jeden z prvních českých propagátorů metod jazykového zeměpisu. 

## Publikace
- Seznam děl v Souborném katalogu ČR, jejichž autorem nebo tématem je Antonín Frinta
- Novočeská výslovnost : pokus o soustavnou fonetiku jazyka českého, 1909. Dostupné online .
- M. Jan Hus a naše snahy, 1916
- Básně tak zvaných Rukopisů Královédvorského a Zelenohorského : V upomínku stoletého jubilea novočesky a rytmicky upravil dr. A. Frinta, 1917
- Náboženské názvosloví československé : jazykozpytný rozbor s doklady z naší reformační literatury, 1918
- Bohemismy a paleoslovenismy v lužickosrbské terminologii křesťanské a jejich dějepisný význam, 1954
- K literární činnosti lužickosrbského humanisty J. Bocatia = K literaturnoj dejatel’nosti lužickoserbskogo humanista J. Bokaciusa, 1955
- Lužičtí Srbové a jejich písemnictví, 1955
- Shody jazyka bulharského s českým, 1955
- Lexikální i jiné shody jazyků srbskochorvatského a lužickosrbského, 1957
- Bulharsko-český slovník : mluvnický přehled spisovné bulharštiny, 1959
- Slavica Pragensia 1 : Věnováno prof. dr. Antonínu Frintovi k pětasedmdesátinám, 1959
- Rukopis dolnolužických písní duchovních, 1960
- Havel Žalanský – Phateon, 1970